# Georg Howaldt

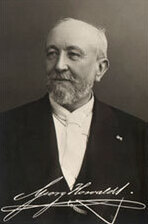
Georg Howaldt, um 1909

Georg Howaldt (* 24. März 1841 in Kiel; † 10. Mai 1909 in Wildbad; vollständiger Name Georg Ferdinand Howaldt) war ein deutscher Unternehmer und Schiffbauer.

## Leben

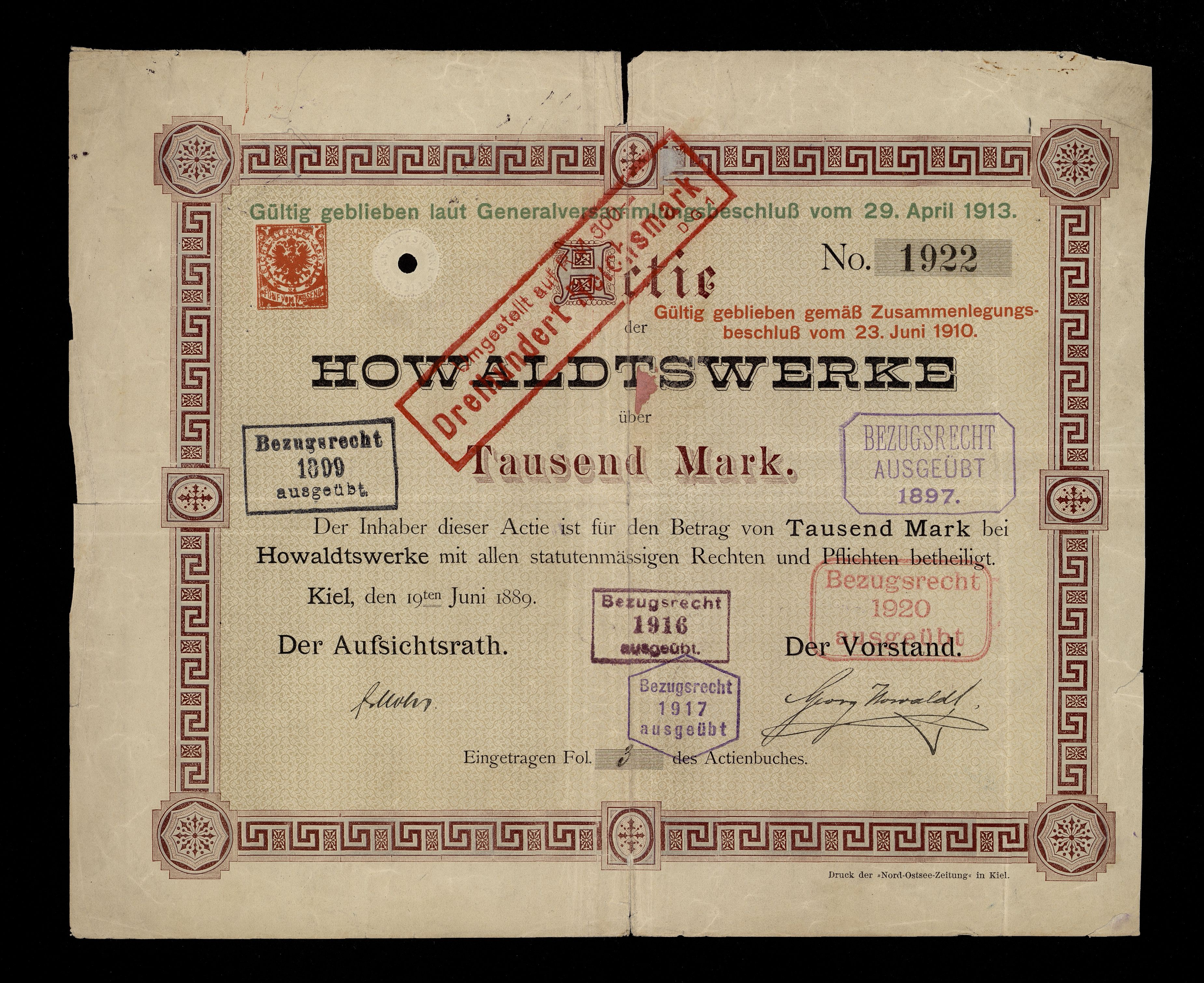
Aktie der Howaldtswerke vom 19. Juni 1889, signiert von Vorstand Georg Howaldt

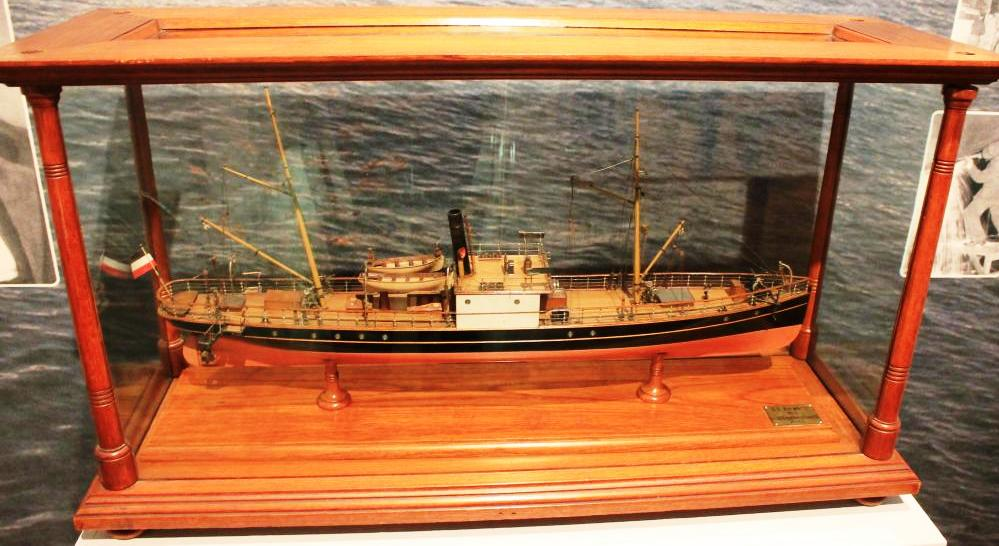
Modell des 1865 erbauten Frachtdampfers Vorwärts, mit dem Georg Howaldt 1867 zur Weltausstellung in Paris gefahren ist

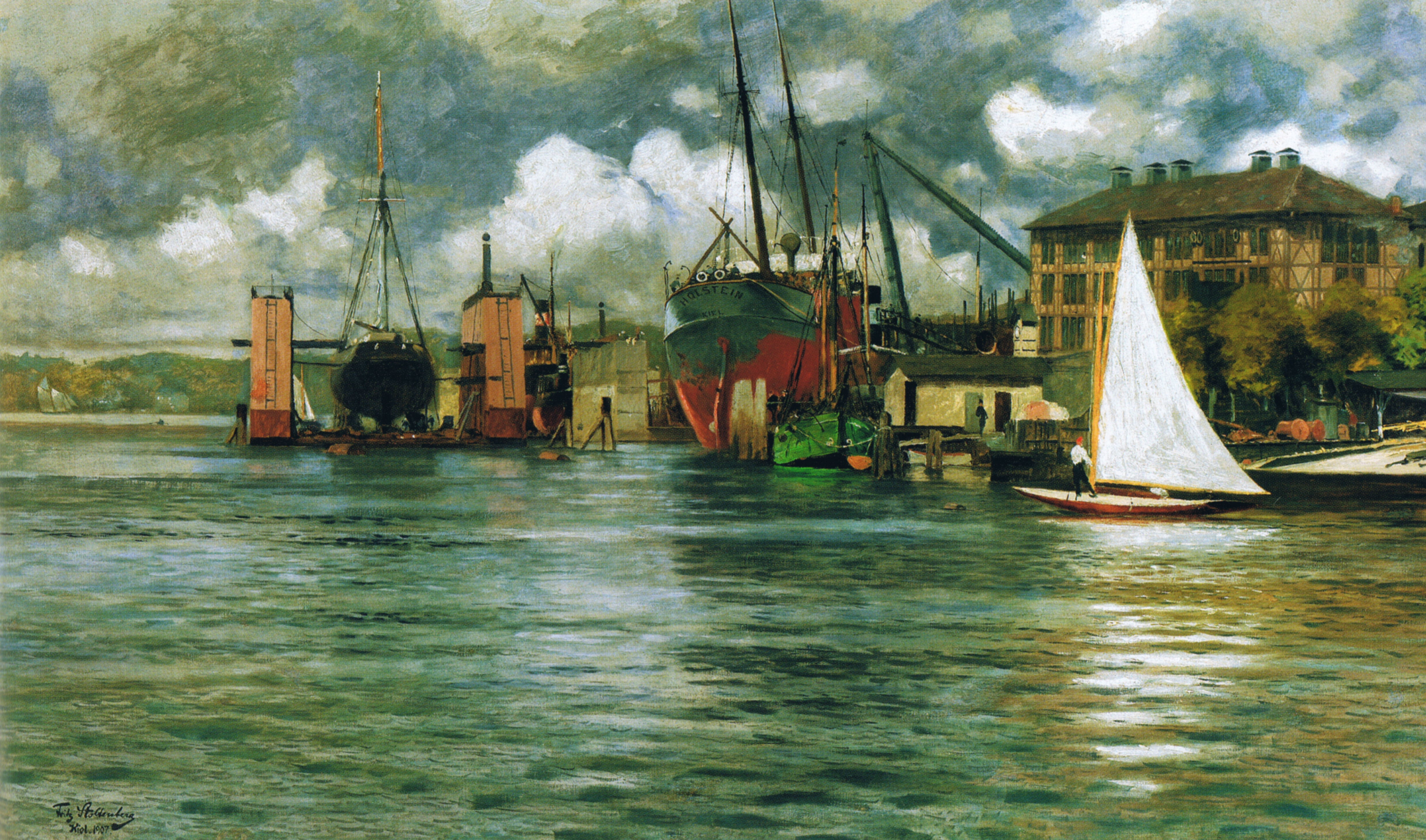
Howaldtswerke 1907
(Gemälde von Fritz Stoltenberg)

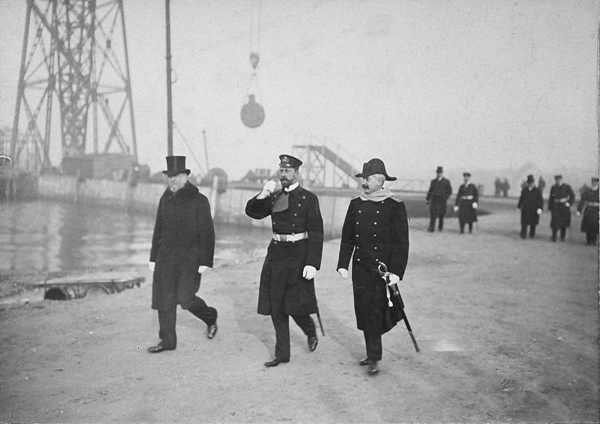
Georg Howaldt, Prinz Heinrich von Preußen und Kommandant Egurieff zum Stapellauf des Schul-/Transportschiffs „Okean“ (1902) für das Russische Marine-Ministerium

Georg Howaldt erlernte nach Besuch der Kieler Gelehrtenschule den Maschinenbau in der väterlichen Maschinenbauanstalt Schweffel & Howaldt in Kiel sowie auf der Schiffswerft und Maschinenfabrik Summers and Day in Southampton, studierte dann von 1861 bis 1864 Ingenieurwesen am Polytechnikum Zürich, wo er auch Mitglied der Landsmannschaft Teutonia, des heutigen Corps Friso-Cheruskia Karlsruhe wurde. Ein Schiffbaustudium in Hamburg schloss sich an.
1865 gründete er eine erste Werft am Kieler Hafen, die 1867 vom Norddeutschen Bund übernommen wurde. Georg Howaldt wurde zunächst Direktor der zum Zwecke der Übernahme gegründeten Norddeutsche Schiffbau AG, schied jedoch 1876 auf eigenen Wunsch aus, um erneut eine eigene Werft zu gründen.
1876 übernahm er gemeinsam mit seinen Brüdern Bernhard und Hermann vom Vater August Howaldt und dessen Mitgesellschafter Johann Schweffel IV. die Maschinenbauanstalt Schweffel & Howaldt, die unter der Firma Gebrüder Howaldt fortgeführt wurde. Im gleichen Jahr gründete er selbst zum zweiten Male eine Werft an der Förde, die 1889 mit der väterlichen Maschinenbauanstalt zur Howaldtswerke AG vereinigt wurde, der heutigen Howaldtswerke-Deutsche Werft AG (HDW). Mit der Konstituierung des Schleswig-Holsteinischen Bezirksvereins des Vereins Deutscher Ingenieure (VDI) im Jahr 1880 trat er diesem und dem Gesamtverein bei.
Das Flottenbauprogramm der Kaiserlichen Marine führte zu einem Aufschwung für die norddeutsche Schiffbauindustrie und die Stadt Kiel. 
Georg Howaldt wurde mit dem Ehrentitel eines (preußischen) Kommerzienrats ausgezeichnet. Er war dreimal verheiratet und hinterließ 1909 bei seinem Tod zehn Kinder. Sein Grab befindet sich auf dem Kieler Südfriedhof.
Nach seinem Tod übernahm zunächst das schweizerische Unternehmen Brown, Boveri & Cie. die unternehmerische Führung und die Mehrheit der Aktien an der Howaldtswerke AG. Seit 2005 ist HDW ein Unternehmen der ThyssenKrupp Marine Systems.
In Kiel-Dietrichsdorf ist an der Mündung der Schwentine von der ursprünglichen Werft heute nur noch die 1884 durch den bekanntesten Kieler Architekten seiner Zeit, Heinrich Moldenschardt, errichtete Alte Metallgießerei verblieben, die zum Industriemuseum ausgebaut wurde.